# Korndådra
Korndådra (Neslia paniculata) är en art i familjen korsblommiga växter.

## Beskrivning
Blomningstid juni–juli.

## Habitat
Vanlig i större delen av Europa (utom sydligaste delen av Spanien; ej heller i Portugal). Även vanlig i tempererade delar av Asien.
Finns på sina håll i Nordamerika, men är inte ursprunglig där.
Sällsynt i södra och mellersta Sverige; har på senare tid avtagit.
På Gotland återfinns korndådra däremot på många platser, gynnad av Gotlands kalkrika jordar.

### Utbredningskartor
- Norden
- Norra halvklotet . Nordgränslinje för ssp. N. articulata C.A.Mey.

## Biotop
Åkrar, kalkgynnad.

## Etymologi

Vippa

Paniculata betyder vippliknande och kan härledas från latin paniculus = blomklase.
Myagrum (i synonymen Myagrum paniculatum) kan härledas från grekiska myagra = musfälla. Linné:s motiv för att välja detta till synes irrelevanta namn är oklart.

## Bygdemål
| Namn     | Trakt    | Referens | Kommentar        |
| -------- | -------- | -------- | ---------------- |
|          |          |          |                  |
| Lin-döra | Blekinge | [ 1 ]    | Ogräs i linåkrar |

## Bilder

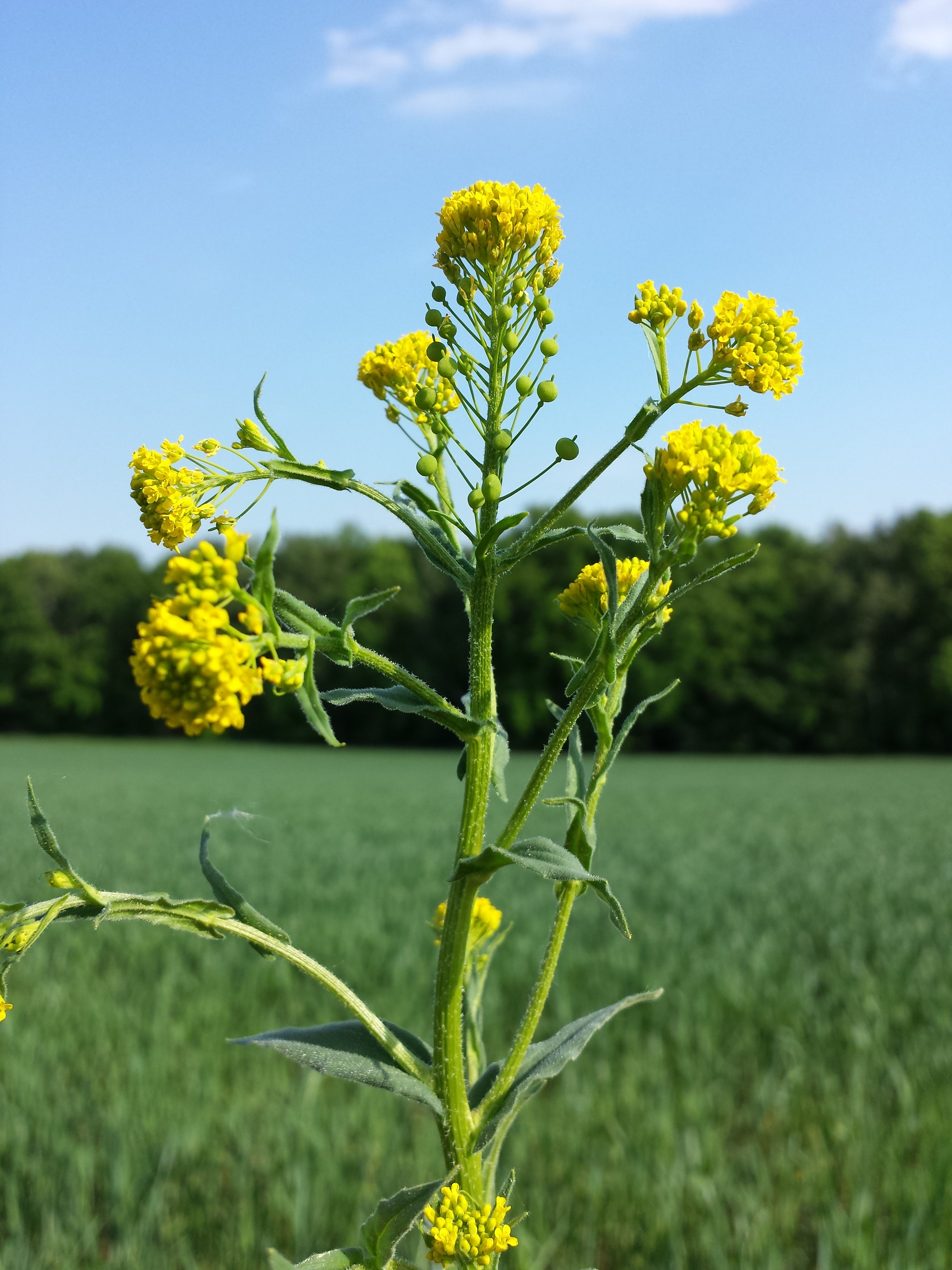
Blomklasar och omogna frukter i stråets topp
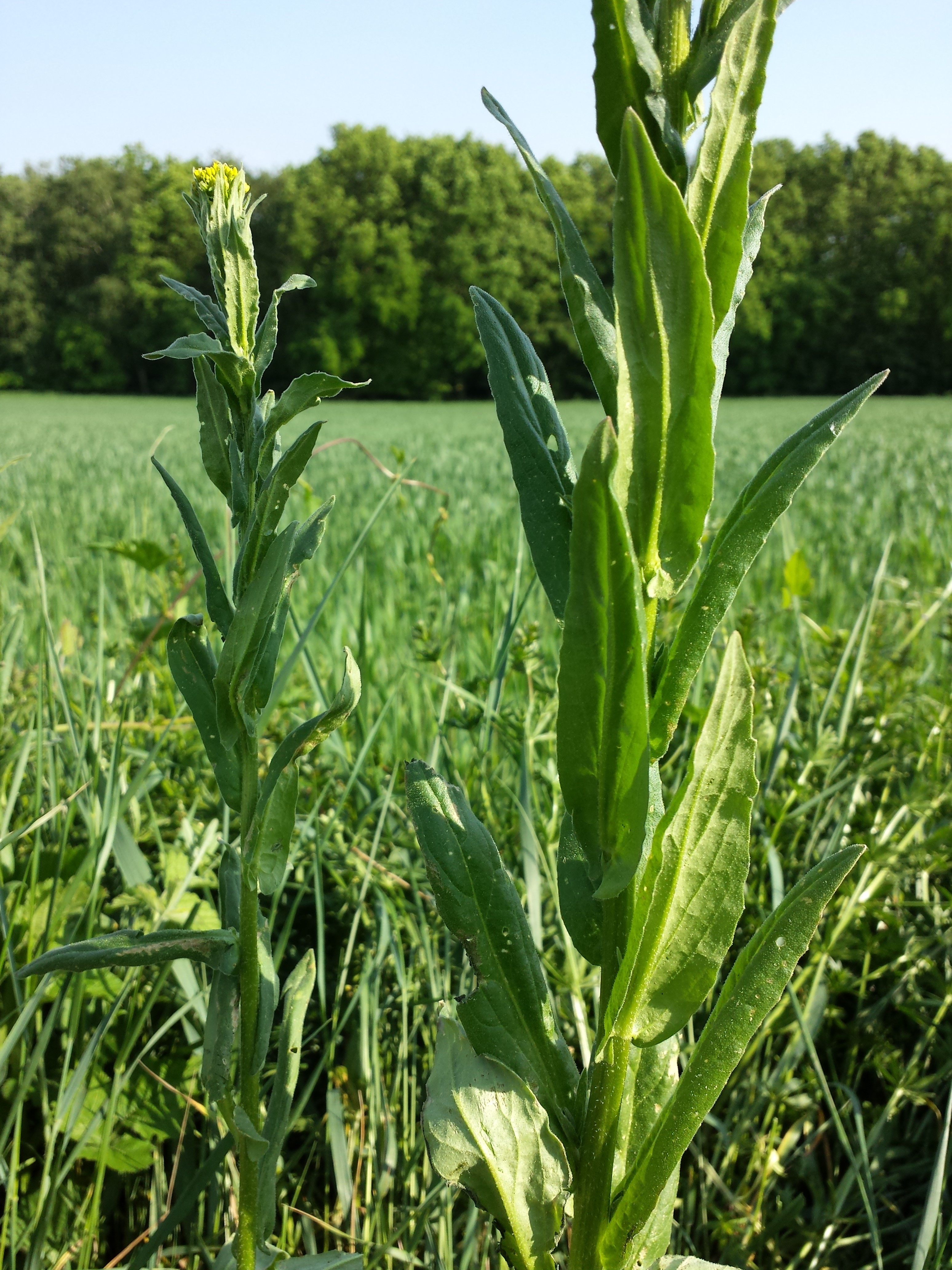
Blad på stråets nedre del
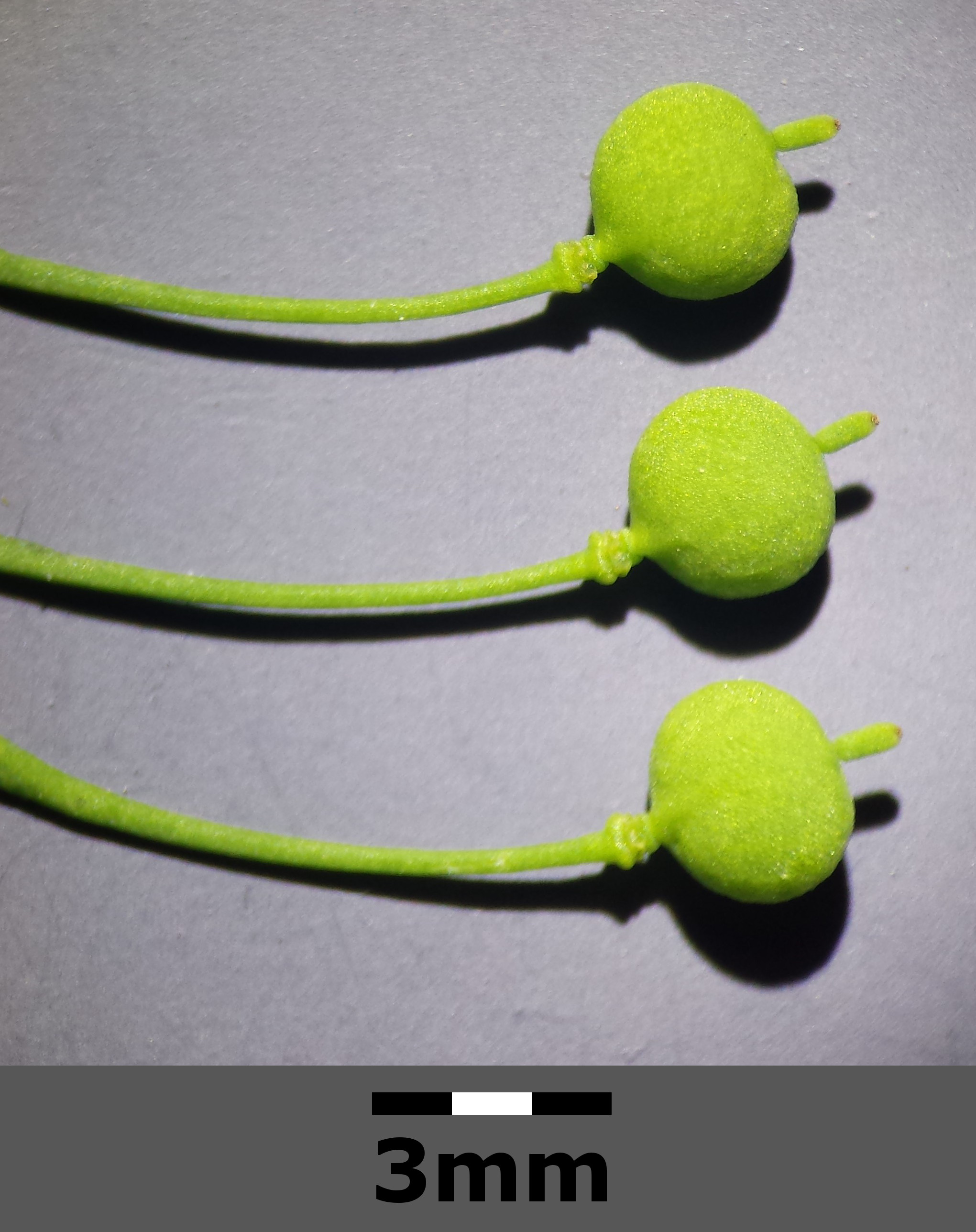
Frukter
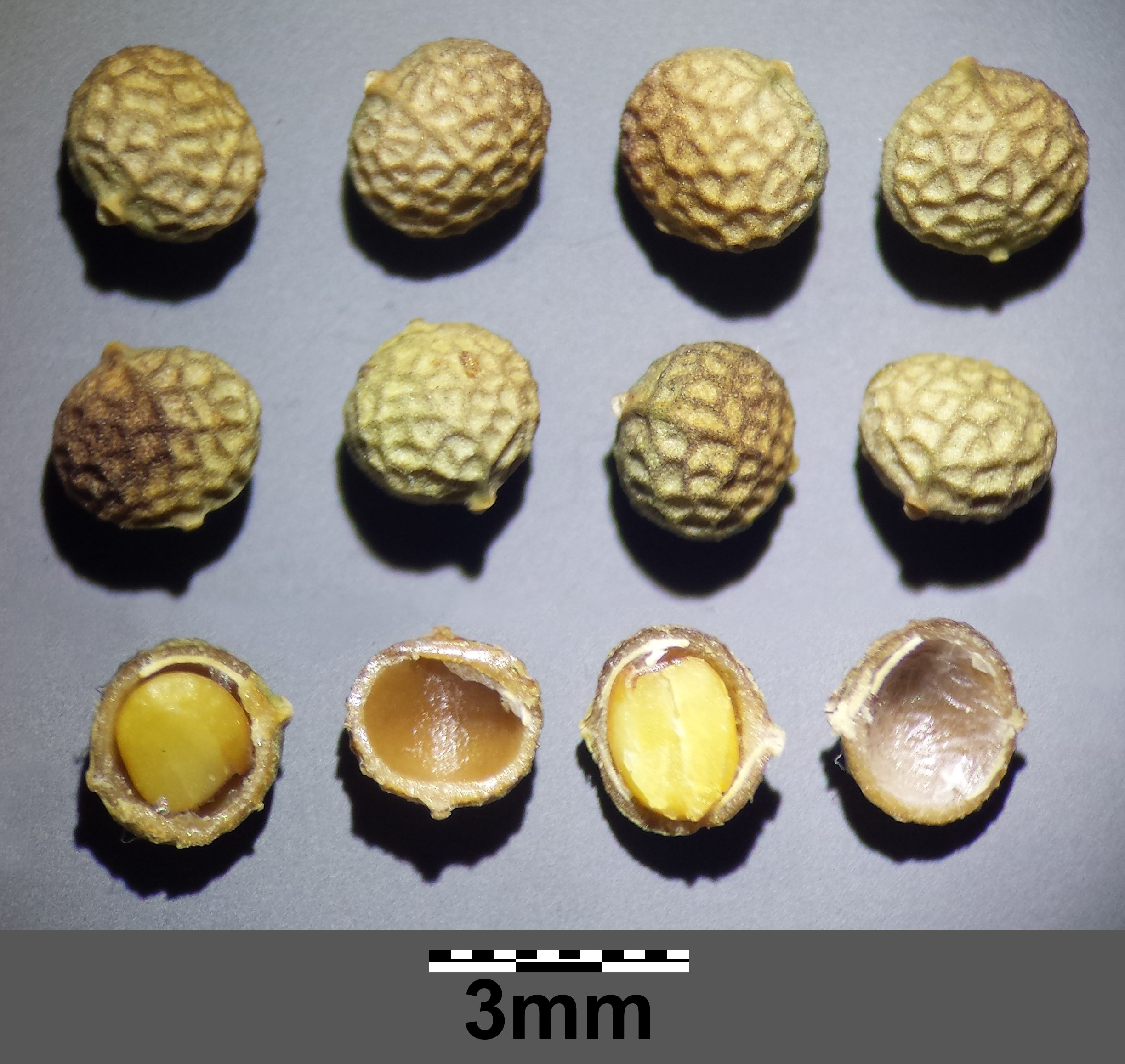
Mogna frökapslar sedan de lossnat från plantan
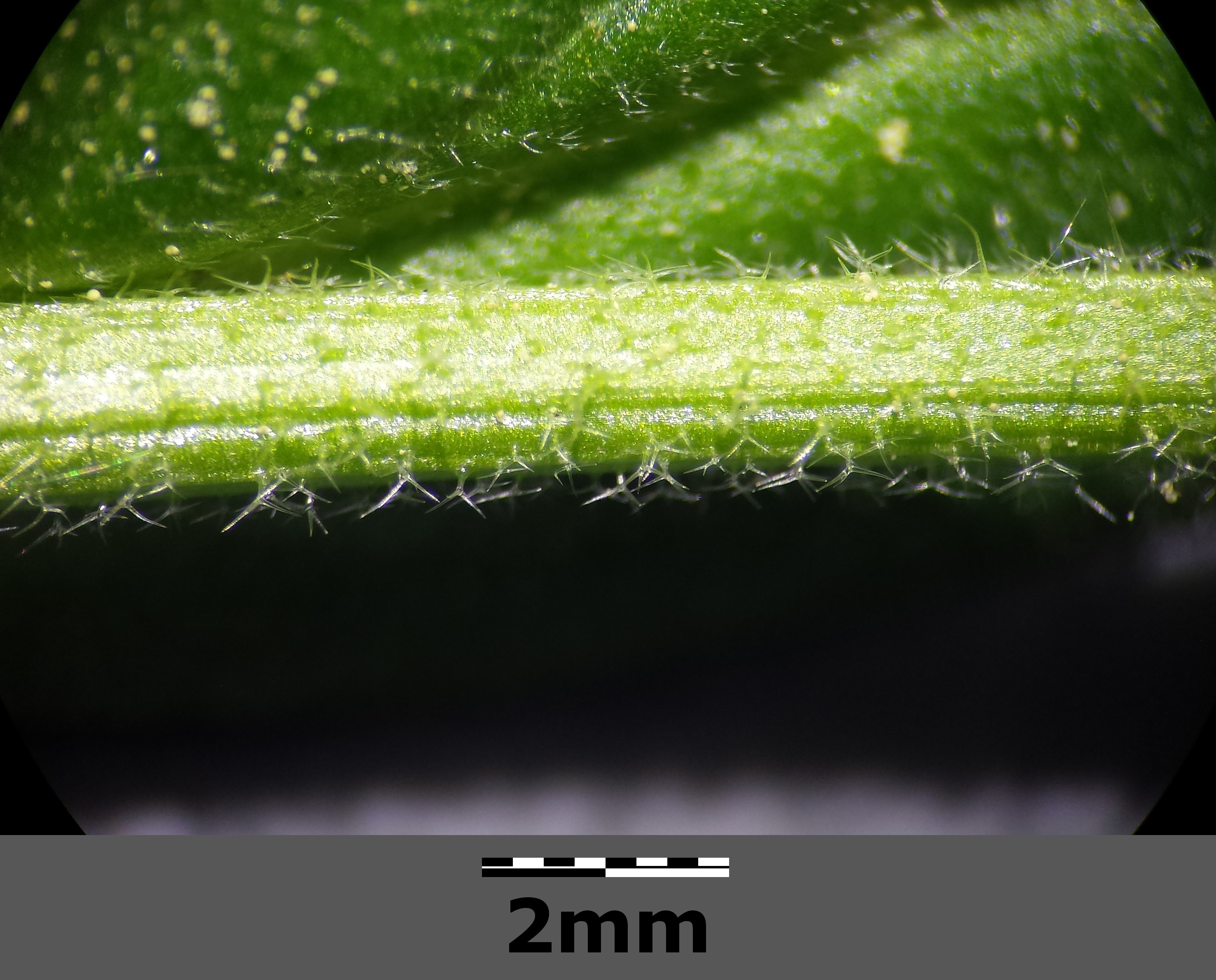
Stipel med greniga hår
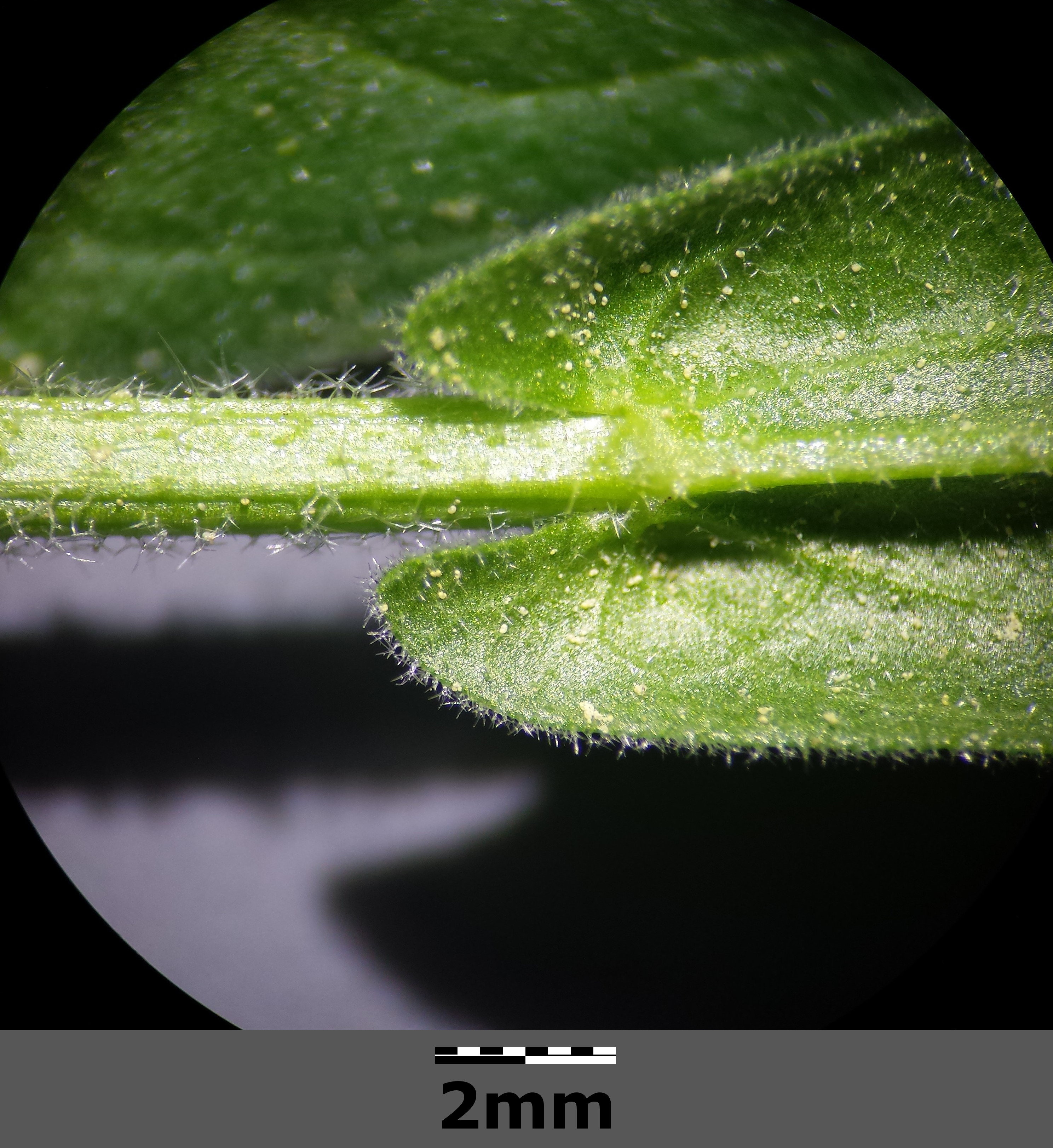
Hårig bladliknande avslutning på stipeln Alltid parvis